# Ga Kotoni (Tàu điện ngầm đô thị Sapporo)
Ga Kotoni (琴似駅 Kotoni-eki) là nhà ga tàu điện ngầm nằm ở Nishi, Sapporo, Hokkaidō, Nhật Bản. Nhà ga được đánh số T03.

## Bố trí ga
| G                                     | Mặt đất                                       | Lối vào/Lối ra                               |
| Sân ga                                | Sân ga 1                                      | đi T04 Nijūyon-Ken (Hướng đi Shin-Sapporo) → |
| Sân ga đảo, cửa sẽ mở ở bên trái/phải |                                               |                                              |
| Sân ga 2                              | ← đi T02 Hassamu-Minami (Hướng đi Miyanosawa) |                                              |

## Lịch sử
- 10 tháng 6 năm 1976: Nhà ga mở cửa cùng với thời điểm mở rộng Tuyến Tōzai từ nhà ga này đến Ga Shiroishi.[1]
- Tháng 2 năm 2009: Cửa chắn sân ga được lắp đặt và đưa vào sử dụng.[2]

Ban đầu Ga Kotoni là ga cuối ở phía bắc của Tuyến Tōzai, sau này ga cuối của tuyến được chuyển sang Ga Miyanosawa khi tuyến này mở rộng vào ngày 25 tháng 2 năm 1999.

## Xung quanh nhà ga
- Ga Kotoni (JR Hokkaido)
- Quốc lộ 5 (đến Hakodate)
- Bến xe buýt thành phố Kotoni
- Văn phòng quận Nishi, Sapporo
- Đền Kotoni
- Đồn cảnh sát Hondori Kotoni
- Bưu điện Kotoni
- Thư viện Sapporo Yamanote
- Siêu thị Maxvalu, cửa hàng Kotoni
- MaxValu Kotoni
- Ngân hàng Sapporo Shinkin, chi nhánh Kotoni
- Ngân hàng Asahikawa Shinkin, chi nhánh Kotoni
- Ngân hàng North Pacific, chi nhánh Kotoni
- Ngân hàng Hokkaido, chi nhánh Kotoni
- Ngân hàng Hokuriku, chi nhánh Kotoni

## Thống kê lượt hành khách
Theo Cục Giao thông vận tải Thành phố Sapporo, số lượng hành khách trung bình mỗi ngày trong năm tài chính 2020 là 11.140.
Số lượng hành khách trung bình mỗi ngày trong những năm gần đây như sau.
| Năm  | Lượng hành khách trung bình mỗi ngày | Nguồn |
| ---- | ------------------------------------ | ----- |
| 1995 | 22,132                               | [ 3 ] |
| 1996 | 21,239                               | [ 3 ] |
| 1997 | 20,456                               | [ 3 ] |
| 1998 | 18,190                               | [ 3 ] |
| 1999 | 14,039                               | [ 3 ] |
| 2000 | 13,875                               | [ 3 ] |
| 2001 | 13,684                               | [ 3 ] |
| 2002 | 13,504                               | [ 3 ] |
| 2003 | 13,068                               | [ 3 ] |
| 2004 | 12,786                               | [ 3 ] |
| 2005 | 12,696                               | [ 3 ] |
| 2006 | 12,820                               | [ 3 ] |
| 2007 | 12,448                               | [ 3 ] |
| 2008 | 12,347                               | [ 3 ] |
| 2009 | 12,078                               | [ 4 ] |
| 2010 | 12,282                               | [ 4 ] |
| 2011 | 12,401                               | [ 4 ] |
| 2012 | 12,570                               |       |
| 2013 | 12,922                               | [ 5 ] |
| 2014 | 13,323                               | [ 5 ] |
| 2015 | 13,470                               | [ 5 ] |
| 2016 | 13,991                               | [ 5 ] |
| 2017 | 14,290                               | [ 5 ] |
| 2018 | 14,379                               | [ 6 ] |
| 2019 | 14,225                               | [ 6 ] |
| 2020 | 11,140                               | [ 7 ] |

## Hình ảnh

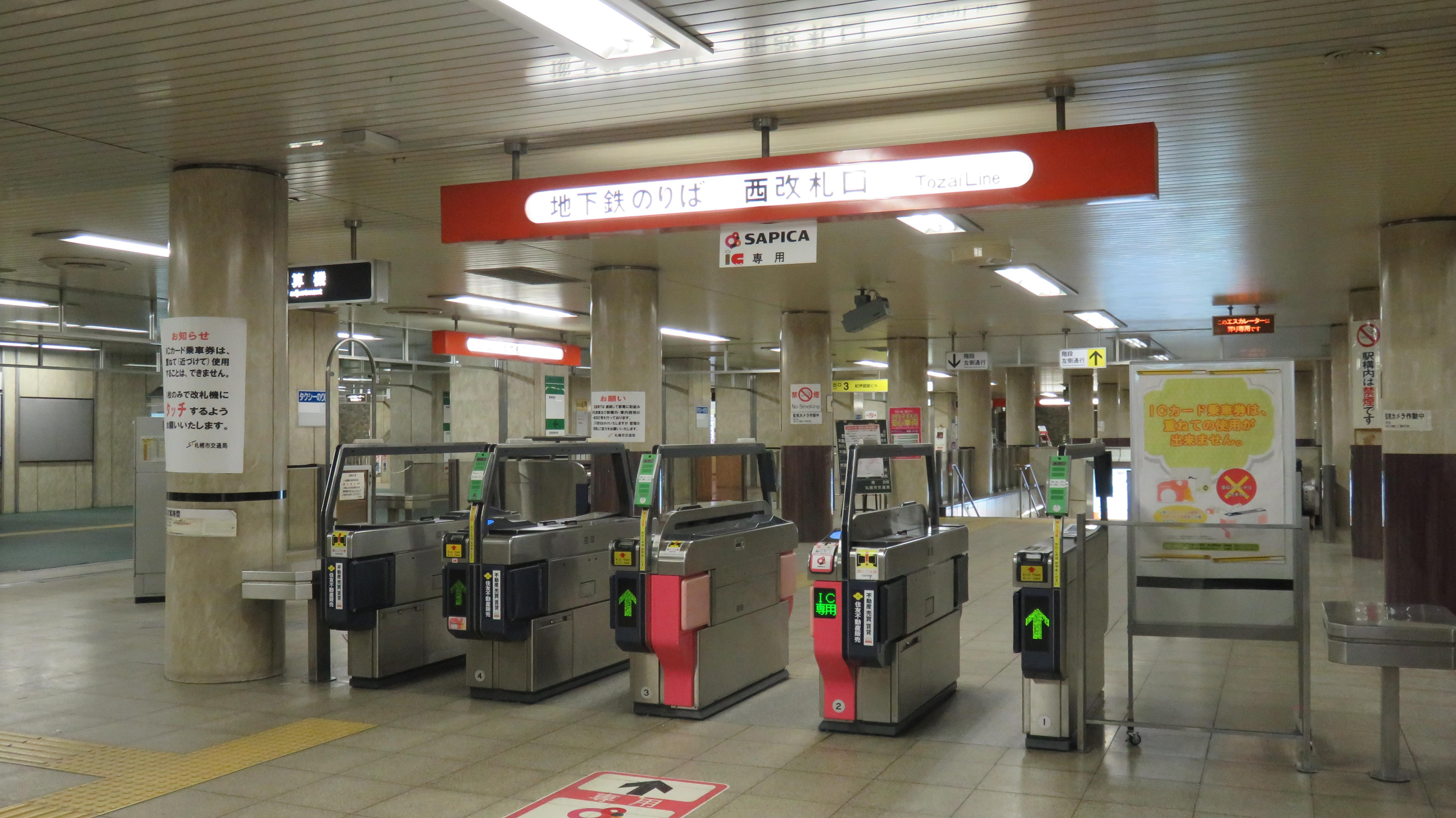
Cổng soát vé
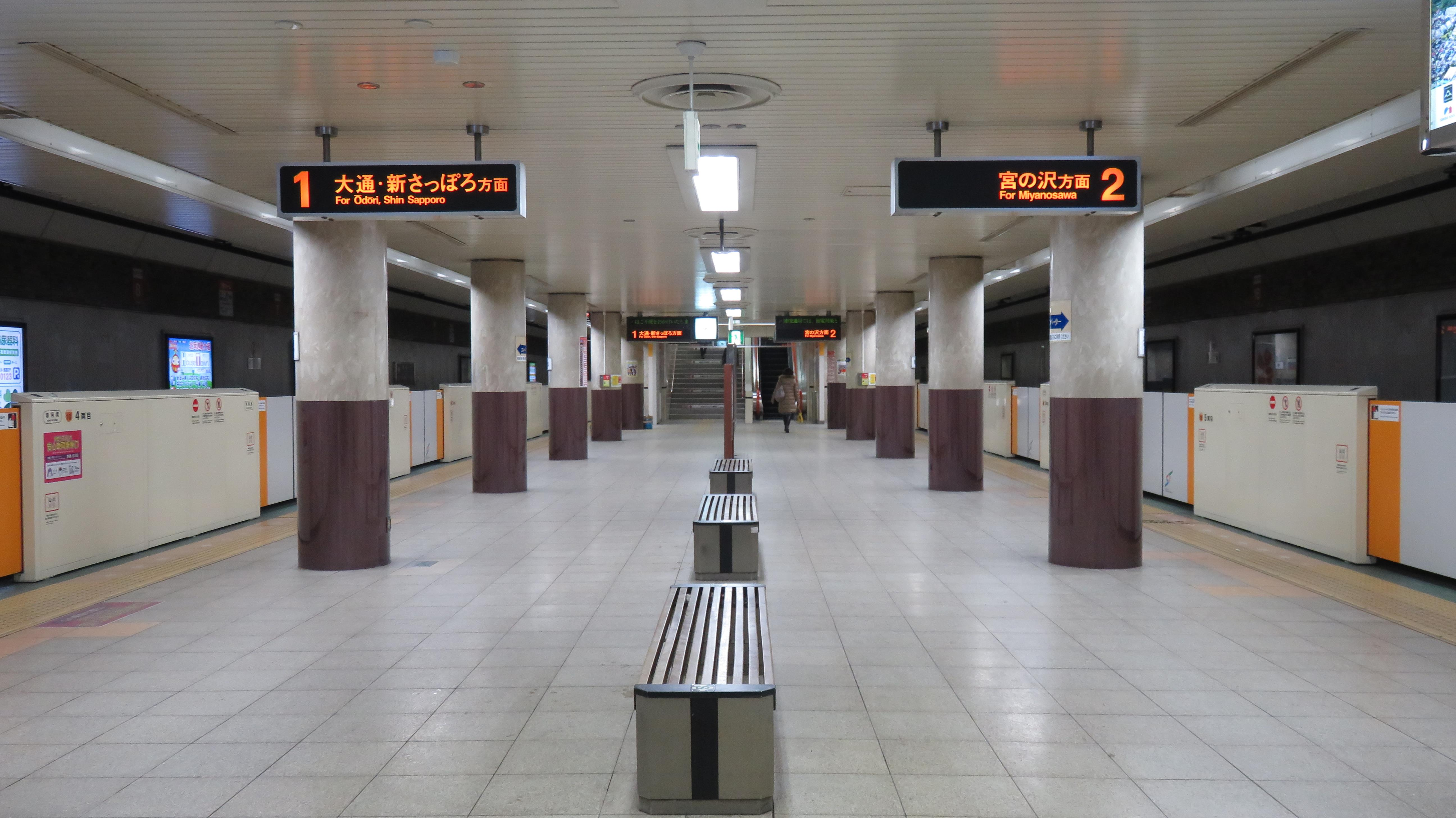
Sân ga
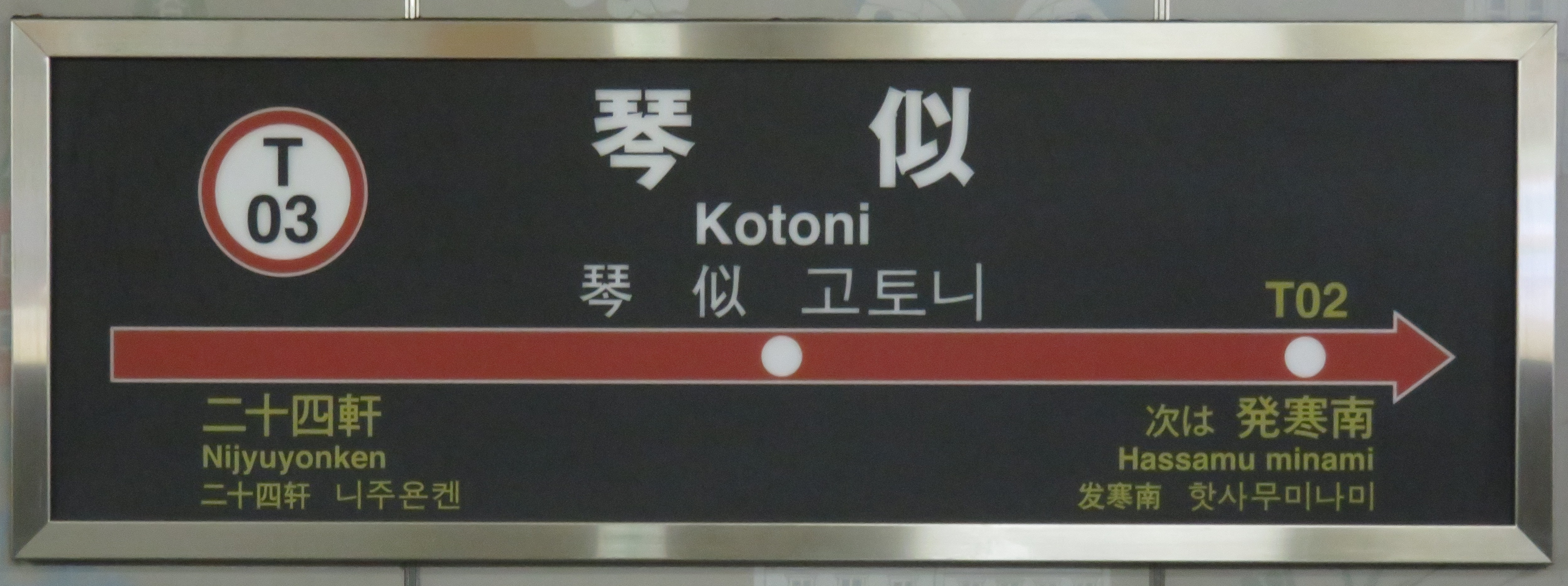
Biển tên của nhà ga